# Raer Theaker
Raer Theaker (Cardiff, 30 aprile 1997) è una ginnasta gallese.
Nel 2012 ha partecipato con la nazionale britannica agli Europei di Bruxelles, nella categoria juniores, realizzando 13,533 al volteggio e 12,933 alle parallele.
Nel 2014 ha fatto parte della squadra nazionale gallese vincitrice della medaglia di bronzo ai XX Giochi del Commonwealth.